# Castillo de Gironella
El Castillo de Gironella  es un antiguo castillo situado en el casco viejo de la población de Gironella perteneciente a la comarca catalana del Bergadá de la provincia de Barcelona. Está incluido en el Inventario del Patrimonio Arquitectónico de Cataluña y protegida como Bien Cultural de Interés Nacional.

## Historia
El castillo y su término aparecen documentados el 1253. Su importancia estratégica era remarcable ya que dominaba el valle del Llobregat y la llanura de Casserres. La prospección efectuada dentro del proyecto «Evolución del poblamiento en la llanura central del Berguedà desde la época bajo-imperial hasta la alta Edad Media», sobre los huertos situados al sur de los restos, aportó cerámica medieval y moderna, con una cronología nunca anterior a finales del siglo IX.

## Descripción

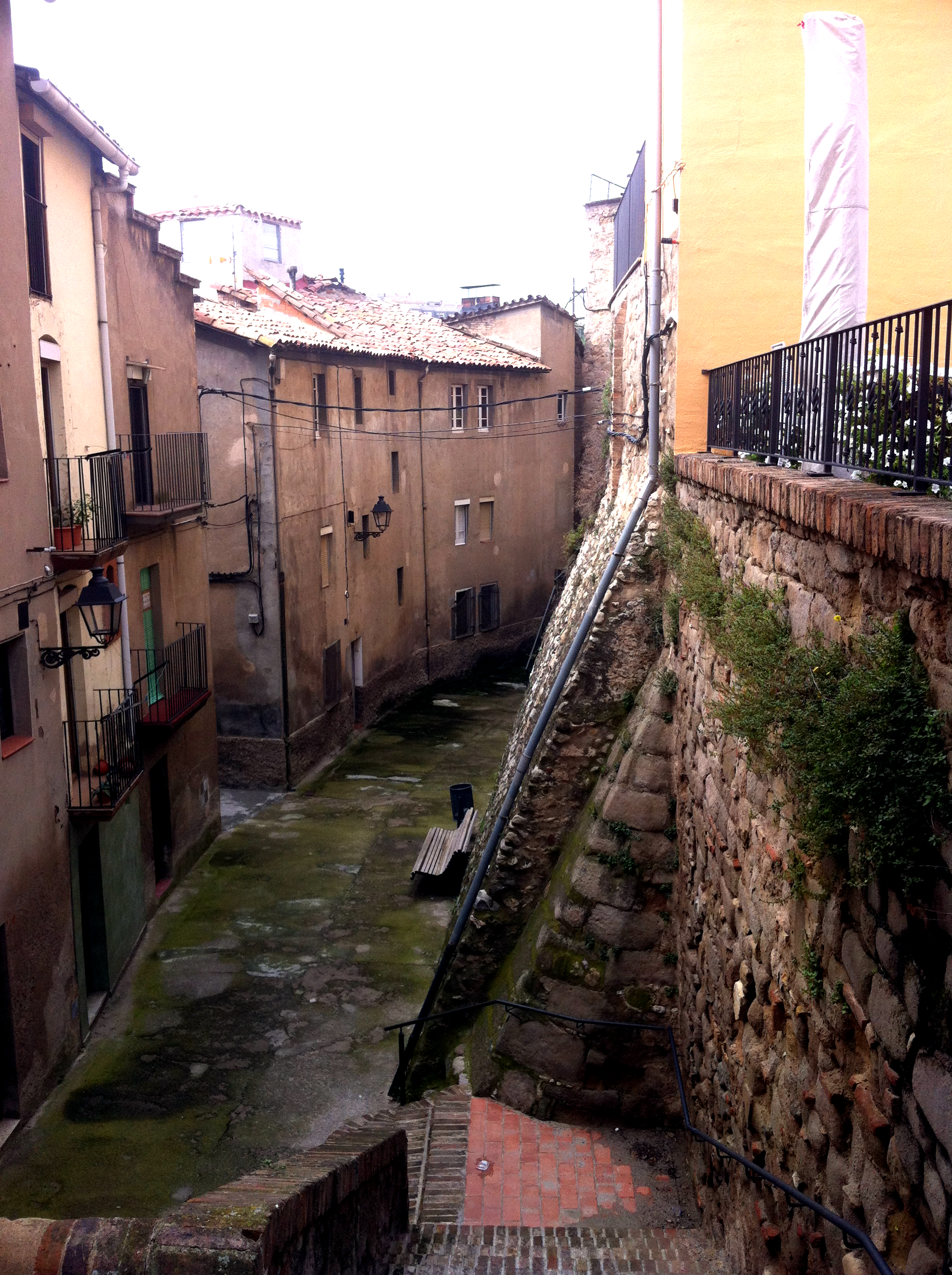
Restos de muralla cercanos a la iglesia de Gironella.

Actualmente del castillo quedan notables restos de muros ataludados y de una torre de planta cuadrada que hace de soporte del campanario tardío, en el acantilado que separa la villa antigua del Llobregat.
Los restos de la torre y del castillo medieval de Gironella aparecen integradas en el núcleo tradicional de la población, en la parte alta de la villa, a la que se accede por un desvío que sale a mano derecha pasado por el puente sobre el río Llobregat , en dirección al Ayuntamiento de la Villa. Estos restos se encuentran en el edificio conocido popularmente como la "Prisión", anexo a este ayuntamiento, y dispuesto en el extremo de un peñasco. Se conservan restos muy precarias, aunque sobresale parte del muro que fundamentaba el antiguo castillo de Gironella sobre el río, así como otros muros defensivos.